# Letiště Kodaň
Mezinárodní letiště Kastrup, Kodaň (dánsky Københavns  Lufthavn, Kastrup , anglicky Copenhagen Kastrup Airport) (IATA: CPH, ICAO: EKCH) je mezinárodní letiště, ležící v Kodani, hlavním městě Dánska. Je to jedno z největších a nejmodernějších[zdroj?] letišť v Evropě a největší skandinávské letiště. Nachází se 8 km jižně od centra Kodaně na ostrově Amager. Kodaňským letištěm projde denně téměř 80 000 cestujících; v roce 2018 to bylo 30,3 milionu cestujících. Kodaňské letiště je jedním z nejrušnějších letišť v severní Evropě.
Letiště má nad 1700 zaměstnanců (kromě obchodů, restaurací atd.). Původně se jmenovalo Kastrup airport, protože se nachází v malém městě Kastrup, dnešní části obce Tårnby.

## Historie
Letiště bylo založeno v roce 1925 jako jedno z prvních veřejných letišť na světě. První letištní terminál byl dokončen v roce 1939, během druhé světové války byl rozvoj letiště zastaven. Ale po válce se letiště začalo rozvíjet nevídanou rychlostí. Tomu svědčí i nárůst vzletů přistání, který se od roku 1945 zvýšil ze 6000 na téměř 265 000 v roce 2008.
V letech 1936 - 1936 proběhlo rozšíření a opravení terminálu, v roce 1960 byl postaven terminál 2 a v roce 1982 byl otevřen cargo terminál. Když se v roce 1998 otevřel terminál 3, letištěm prošlo 17 milionů cestujících.
V roce 2007 bylo vybudována stanice metra, spojující letiště s Kodaní. O rok později proběhla rekonstrukce řídící věži.

## Vybavení a vzhled
Letiště má 3 terminály pro cestující, jeden cargo terminál a menší VIP terminál. Je zde dostatečný počet odbavovacích stolků, konferenční místnosti, salonky, zařízení pro děti, banky, kanceláře leteckých společností, půjčovny aut, parkoviště, toalety, obchody apod. Dráhový systém sestává ze tří ranvejí o délkách 3600, 3300 a 2800 metrů. Všechny lety jsou naváděny z moderní kontrolní věže.

## Letištní hotel
Pětihvězdičkový Hotel Hilton in Kastrup airport byl několikrát oceněn jako nejlepší hotel v Dánsku. Své zákazníky může ubytovat do 382 pokojů s klimatizací a veškerým nejluxusnějším vybavením, mezi které patří např. restaurace, sauny, bary, menší bowling a fit centrum, bazén, připojení na bezdrátový internet apod.

## Galerie

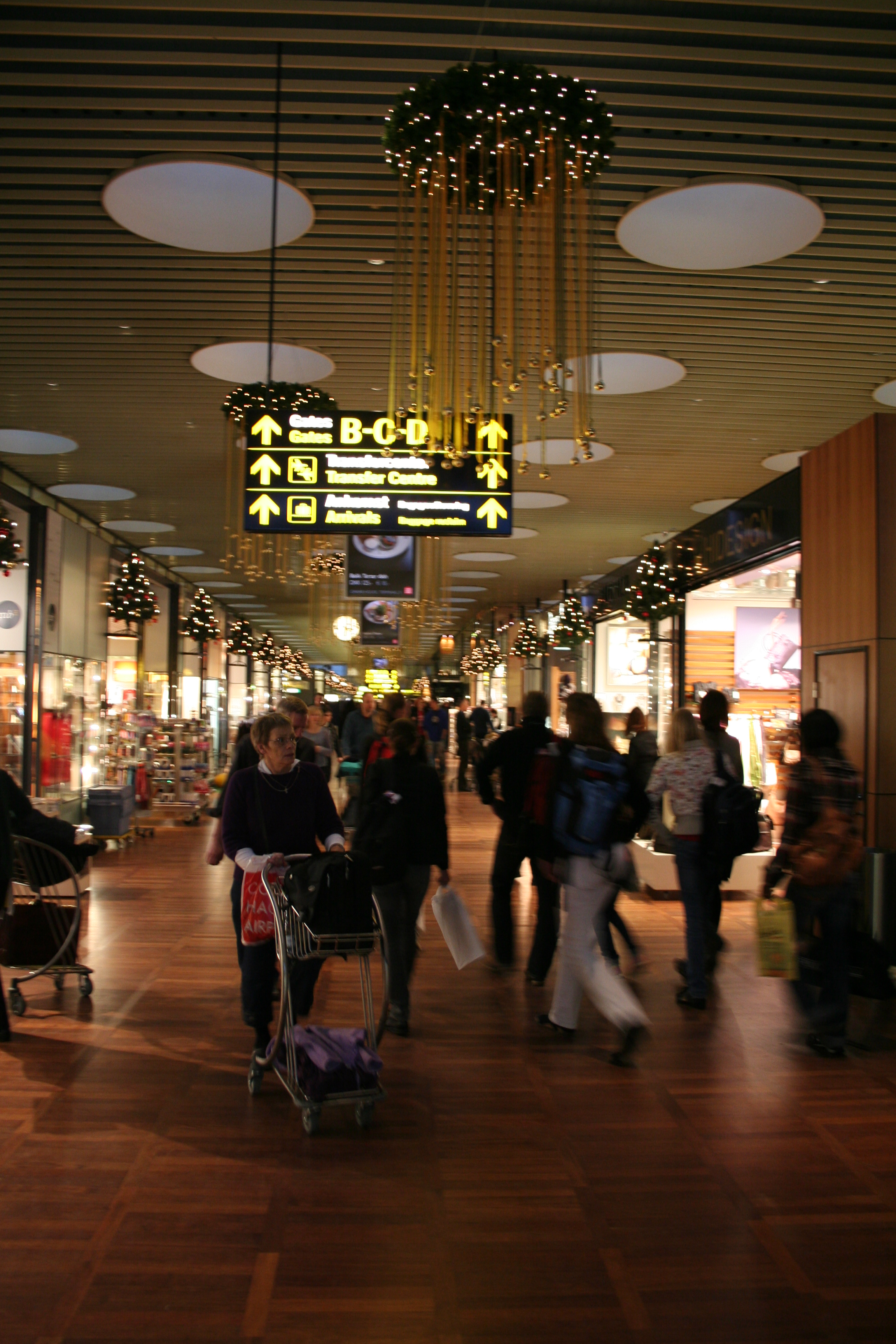
Interiér letiště v zimě
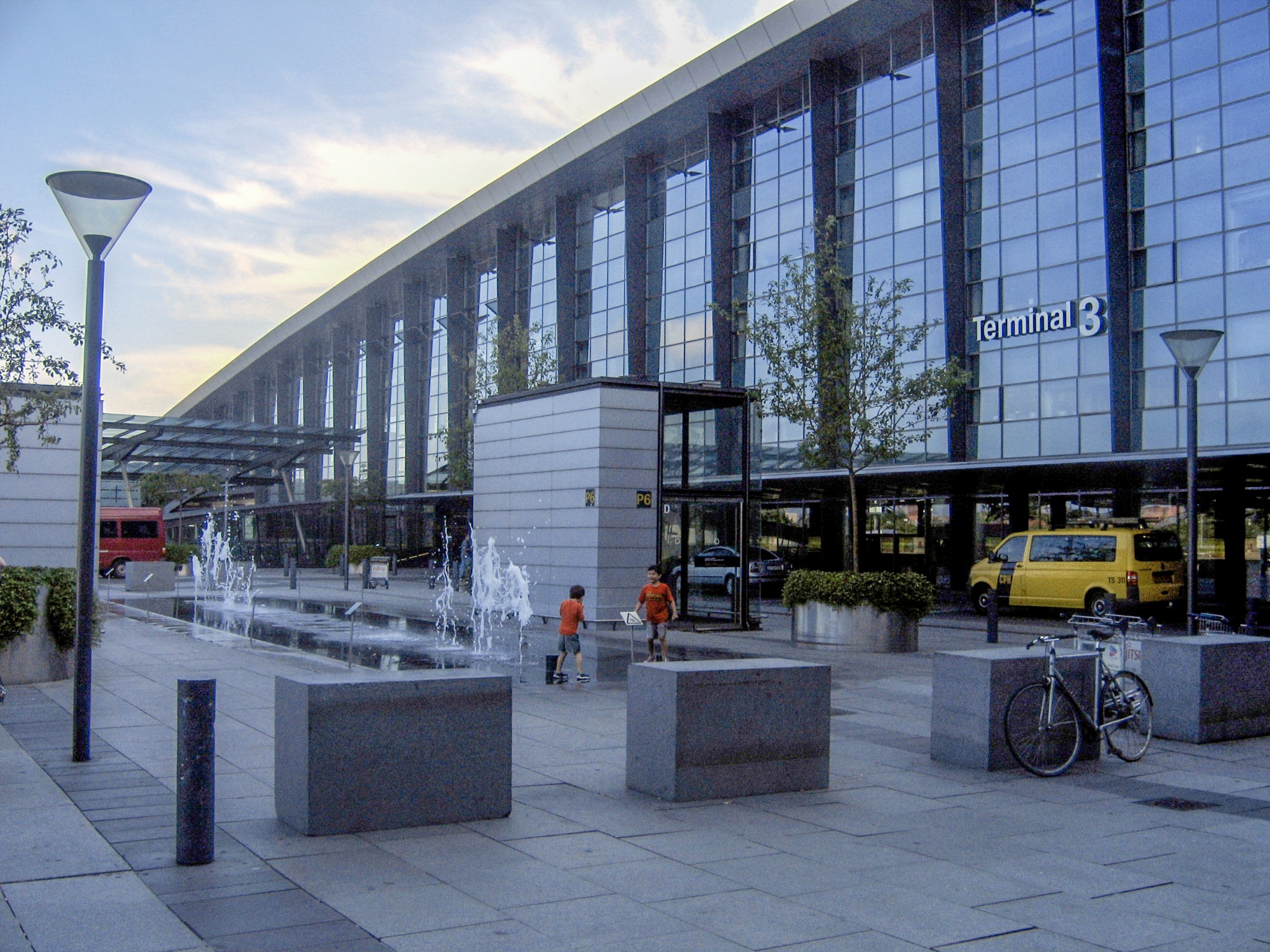
Terminál 3